# Anjuta
Anjuta는 그놈 프로젝트용으로 개발된 통합 개발 환경이다. C, C++, 자바, 자바스크립트, 파이썬, 발라 프로그래밍 언어를 지원한다.

## 기능
Anjuta의 기능은 다음과 같다.
- GDB와 통합 컴파일러의 상호작용 디버거
- 소스 탐색 기능이 있는 소스 코드 편집기
- 코드 완성 및 구문 강조
- 프로젝트 관리
- 응용 프로그램 마법사
- CVS와 서브버전 버전 관리 시스템 통합[9]